# YaST
YAST és l'acrònim de Yet another Setup Tool, la traducció aproximada és "Una aplicació per a la configuració més", és una utilitat d'administració de diferents distribucions de Linux En les últimes versions ha passat de ser un simple configurador a l'instal·lador i administrador. La seva història s'inicia amb SuSE; juntament amb SaX són eines molt potents i de fàcil ús, de les més completes disponibles per a sistemes Linux.
Actualment YaST és programari sota llicència GPL, després que Novell l'alliberà.

## Funcions
Entre les seves funcions s'hi pot trobar:
- Afegir i eliminar programes.
- Actualitzar el sistema.
- Administració del super-servidor (xinetd o inetd)
- Configuració del servidor HTTP Apache
- Modificar els paràmetres del servidor de correu postfix
- Gestió d'usuaris i grups
- Polítiques de seguretat
- Instal·lació i desinstal·lació de programari
- Configurador de maquinari comú (targetes de so, ratolí, joystick, targetes de xarxa, de televisió, impressores, escàners...)
- Creació de discs d'inicialització del sistema
- Càrrega de discs de controladors del fabricant (és capaç de llegir la majoria de fitxers .inf de Microsoft Windows)

## SaX

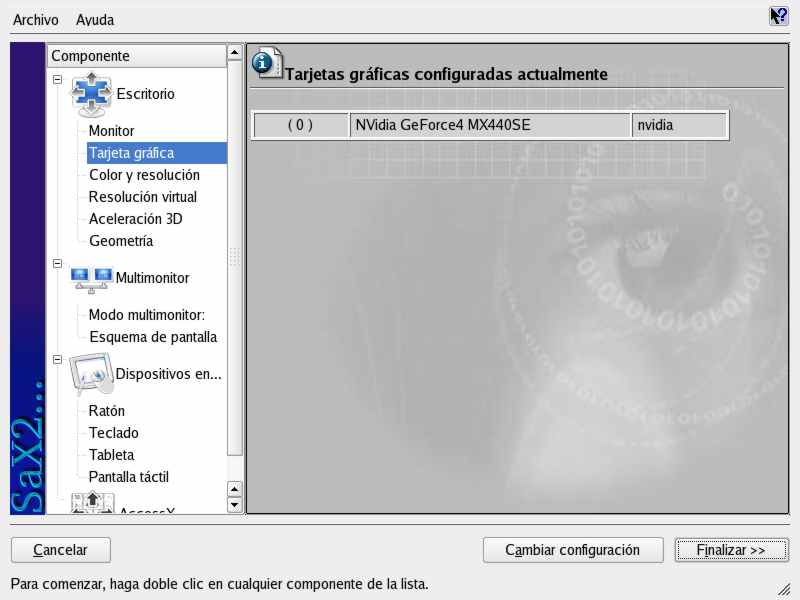
Captura de pantalla de SaX en mode gráfic

Sax és un programa per a la configuració de l'entorn de finestres XWindow desenvolupat per SuSE Linux que treballa juntament amb YaST. Permet configuar una llarga llista de maquinari relacionat amb els entorns gràfics, pantalles, pantalles tàctils, ratolíns, teclats, targetes gràfiques, se sense dubte el programa de configuració de l'entorn XFree més potent que hi ha. Entre les seves millors característiques, està el suport multimonitor i l'habilitació de forma comuna de l'acceleració 3D.